# Gabriel Pizza
Gabriel Pizza est une franchise de pizzerias située dans les provinces canadiennes de l'Ontario et du Québec. L'entreprise compte actuellement un total de 38 établissements dans ces provinces. Le président et chef de la direction actuel de Gabriel Pizza est George Hanna.

## Histoire
Gabriel Pizza a été fondée à Orléans, Ontario, Canada, par Michael Hanna le 28 février 1977. Située principalement dans la capitale du Canada, Gabriel Pizza possède actuellement des magasins et des franchises dans les communautés d'Ottawa, Brockville, Kingston, Kanata, Stittsville, Embrun, Rockland et Kemptville. Il y a également 4 franchises au Québec dans les communautés d'Aylmer, Gatineau, Hull et Buckingham. Gabriel Pizza exploite à la fois des établissements de livraison à service rapide et des restaurants traditionnels décontractés.

## Aperçu

### Entreprise
La société de franchise Gabriel Pizza est membre de l'Association canadienne de la franchise. Le 28 février 2017, Gabriel Pizza a célébré son 40e anniversaire. Le 28 février 2017, la ville d'Ottawa annonce que Gabriel Pizza deviendra la pizzeria officielle d'Ottawa 2017. Gabriel Pizza s'associe à l'Hôpital d'Ottawa pour la Semaine d'appréciation du personnel, qui a lieu chaque année en juin, et nourrit les plus de 14 000 infirmières, médecins et employés de soutien des cinq campus de l'HO à Ottawa. Gabriel Pizza devient la pizzeria officielle de l'équipe de baseball championne de la ligue Can Am. Gabriel Pizza est la pizzeria officielle des Redblacks de la ligue canadienne de football, du stade TD Place, des 67's de la ligue de hockey de l'Ontario et du club de football Ottawa Fury.

### Environnement
En 2010, Gabriel Pizza s'associe à la ville d'Ottawa pour promouvoir le recyclage de ses boîtes à pizza dans les bacs verts. Les boîtes à pizza peuvent être recyclées avec des déchets organiques au lieu de carton,.

### Marketing
En 2011, Gabriel Pizza est élue meilleure pizzeria d'Ottawa par un sondage des lecteurs de CTV.